# Ilías Atmatsídis
Ilías Atmatsídis (en grec : Ηλίας Ατματζίδης, souvent transcrit Elias Atmatsidis, né le 24 avril 1969 à Kozani) est un footballeur grec des années 1990 et 2000.

## Biographie
En tant que gardien de but, Ilías Atmatsídis fut international grec à 47 reprises (1994–1999) pour aucun but inscrit. Il joua un match sur les trois à la Coupe du monde de football de 1994, contre la Bulgarie, encaissant quatre buts et la Grèce fut éliminée au premier tour. 
Il joua dans trois clubs grecs (Pontioi Verias, AEK Athènes FC et PAOK), remportant tous les trophées grecs avec l'AEK Athènes FC.

## Clubs
- 1989–1992 :  Pontioi Verias
- 1992–2002 :  AEK Athènes FC
- 2002–2005 :  PAOK

## Palmarès
- Championnat de Grèce de football
  - Champion en 1993 et en 1994
- Coupe de Grèce de football
  - Vainqueur en 1996, en 1997, en 2000, en 2002 et en 2003
- Supercoupe de Grèce de football
  - Vainqueur en 1996